# Bathysphyraenops declivifrons
Bathysphyraenops declivifrons is een straalvinnige vissensoort uit de familie van zaagbaarzen (Percichthyidae). De wetenschappelijke naam van de soort is voor het eerst geldig gepubliceerd in 1976 door Fedoryako.